# Граф Эссекс
Граф Эссекс (англ. Earl of Essex) — один из старейших графских титулов в системе пэрства Англии. Наиболее известным носителем титула был Роберт Деверё, 2-й граф Эссекс, фаворит, а затем организатор мятежа против королевы Елизаветы I. В настоящее время титул графа Эссекса девятой креации принадлежит Полу Капелю, 11-му графу Эссексу (родился в 1944), носящему также титулы виконта Мальдона (учреждён в 1661 году) и барона Капеля (учреждён в 1641 году)

## История титула
Впервые титул графа Эссекса был учреждён в 1140 году в рамках политики английского короля Стефана по привлечению на свою сторону англонормандской аристократии. Он был пожалован Жоффруа де Мандевилю, наследственному кастеляну лондонского Тауэра и владельцу обширных земель в Эссексе, в поддержке которого был заинтересован король Стефан. В дальнейшем, однако, Жоффруа де Мандевиль перешёл на сторону соперницы Стефана в борьбе за английскую корону императрицы Матильды, что повлекло конфискацию титула в 1143 году. Но при Генрихе II, в 1156 году, титул графа Эссекса был восстановлен для сына Жоффруа де Мандевиля. После прекращения рода Мандевилей в 1189 году этот титул был пожалован дальнему родственнику последнего графа первой креации и соратнику короля Ричарда Львиное Сердце — Джеффри Фиц-Питеру, наследники которого носили титул до 1227 года.
Третья креация титула состоялась в 1239 году для Хэмфри де Богуна, 2-го графа Херефорда, одного из наиболее влиятельных английских баронов середины XIII века и, позднее, участника движения Симона де Монфора. Основные владения Богунов находились на валлийской границе и в историю Англии они вошли, прежде всего, как графы Херефорд и наследственные лорды-констебли Англии, руководившие военными кампаниями против Уэльса и Шотландии. В 1373 году мужская линия рода Богунов пресеклась, а спустя три года титул графа Эссекса был признан за Томасом Вудстоком, младшим сыном короля Эдуарда III, женатом на дочери последнего графа из дома де Богун. Томас Вудсток был убит в 1397 году, вероятно по приказу Ричарда II за участие в движении лордов-апеллянтов. Титул был восстановлен в 1461 году для Генри Буршье, внука Томаса Вудстока.
В шестой раз титул был учреждён в 1540 году для Томаса Кромвеля, одного из ближайших соратников Генриха VIII, крупнейшего государственного деятеля Англии середины XVI века и архитектора английской Реформации. Эта креация, однако, просуществовала менее года, поскольку Томас Кромвель вскоре был казнён после краха организованного им брака Генриха VIII и Анны Клевской. Титул был вновь восстановлен в 1543 году для Уильяма Парра, маркиза Нортгемптона, женатого на наследнице владений рода Буршье, но уже в 1553 году титул был конфискован.

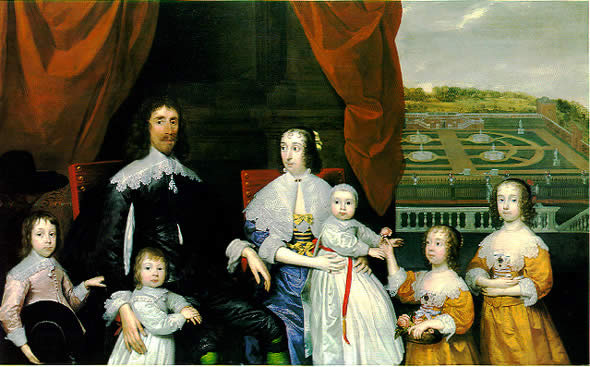
Артур Капель и его семья

Наибольший вклад в английскую историю внесли носители титула графа Эссекса восьмой креации: Уолтер Деверё, 1-й граф Эссекс руководил вторжением войск Елизаветы I в Ирландию, а его сын, Роберт Деверё, стал фаворитом «королевы-девственницы», а позднее возглавил мятеж «золотой молодёжи» Англии против Елизаветы и был казнён в 1601 году. Сын последнего, Роберт, 3-й граф Эссекс, во время Английской революции XVII века присоединился к партии парламента и руководил действиями парламентской армии против войск роялистов.
После Реставрации Стюартов, в 1661 году титул графа Эссекса был присвоен Артуру Капелю, выходцу из семьи роялистов, поддерживавших короля Карла I во время революции, чьи потомки продолжают носить этот титул до настоящего времени. После смерти в 1981 году 9-го графа девятой креации, титул некоторое время оспаривался английской и американской линиями семьи Капелей, пока в 1989 году не был признан за представителем английской ветви Робертом Капелем (ум. в 2005 году), чей сын носит этот титул в настоящее время. Поскольку последний не имеет детей, после его смерти титул графа Эссекса, вероятно, перейдёт к представителю американской ветви, небогатому бывшему работнику бакалейной лавки из северной Калифорнии Уильяму Дженнингсу Капелю (родился в 1953 году).

## Список графов Эссекс

### Графы Эссекс, первая креация (1140)

Герб дома Мандевиль

- Жоффруа де Мандевиль, 1-й граф Эссекс (ум. 1144);
- Жоффруа де Мандевиль, 2-й граф Эссекс (ум. 1166), сын предыдущего;
- Уильям де Мандевиль, 3-й граф Эссекс (ум. 1189), брат предыдущего.

### Графы Эссекс, вторая креация (1199)
- Джеффри Фиц-Питер, 1-й граф Эссекс (ум. 1213), женат на внучке сестры Жоффруа де Мандевиля, 1-го графа Эссекса;
- Джеффри Фиц-Джеффри де Мандевиль, 2-й граф Эссекс (ум. 1216), сын предыдущего;
- Уильям Фиц-Джеффри де Мандевиль, 3-й граф Эссекс (ум. 1227), брат предыдущего.

### Графы Эссекс, третья креация (1239)

Герб дома Богун

- Хамфри де Богун, 1-й граф Эссекс, 2-й граф Херефорд (ум. 1275), сын дочери Джеффри Фиц-Петера, 1-го графа Эссекса;
- Хамфри де Богун, 2-й граф Эссекс, 3-й граф Херефорд (ум. 1297), внук предыдущего;
- Хамфри де Богун, 3-й граф Эссекс, 4-й граф Херефорд (ум. 1322), сын предыдущего;
- Джон де Богун, 4-й граф Эссекс, 5-й граф Херефорд (ум. 1336), сын предыдущего;
- Хамфри де Богун, 5-й граф Эссекс, 6-й граф Херефорд (1309—1361), брат предыдущего;
- Хамфри де Богун, 6-й граф Эссекс, 7-й граф Херефорд (1342—1373), внук Хамфри де Богуна, 4-го графа Херефорда.

### Графы Эссекс, четвёртая креация (1376)
- Томас Вудсток (1355—1397), сын Эдуарда III, короля Англии, и супруг дочери Хамфри де Богуна, 7-го графа Херефорда.

### Графы Эссекс, пятая креация (1461)

Герб дома Буршье

- Генри Буршье, 1-й граф Эссекс (ум. 1483), внук Томаса Вудстока;
- Генри Буршье, 2-й граф Эссекс (ум. 1540), внук предыдущего.

### Графы Эссекс, шестая креация (1540)
- Томас Кромвель (1485—1540).

### Графы Эссекс, седьмая креация (1543)
- Уильям Парр, маркиз Нортгемптон (ок. 1512—1571; титул конфискован в 1553 году, восстановлен в 1559 году), супруг дочери Генри Буршье, 2-го графа Эссекса.

### Графы Эссекс, восьмая креация (1572)

Герб рода Деверё

Герб рода Капель

- Уолтер Деверё, 1-й граф Эссекс (1541—1576), правнук дочери Генри Буршье, 1-го графа Эссекса;
- Роберт Деверё, 2-й граф Эссекс (1566—1601), сын предыдущего;
- Роберт Деверё, 3-й граф Эссекс (1591—1646), сын предыдущего.

### Графы Эссекс, девятая креация (1661)
- Артур Капель, 1-й граф Эссекс (1631 — 13 июля 1683), старший сын Артура Капеля, 1-го барона Капеля из Хэдэма (1608—1649)
- Элджернон Капель, 2-й граф Эссекс (28 декабря 1670 — 10 января 1710), единственный сын предыдущего;
- Уильям Капель, 3-й граф Эссекс (11 января 1697 — 8 января 1743), единственный сын предыдущего;
- Уильям Капель, 4-й граф Эссекс (7 октября 1732 — 4 марта 1799), единственный сын предыдущего от второго брака;
- Джордж Капель, 5-й граф Эссекс (13 ноября 1757 — 23 апреля 1839), старший сын предыдущего от первого брака;
- Артур Капель, 6-й граф Эссекс (27 января 1803 — 11 сентября 1892), старший сын достопочтенного Джона Томаса Капеля (1769—1819), внук Уильяма Капеля, 4-го графа Эссекса;
- Джордж Деверё де Вер Капель, 7-й граф Эссекс (24 октября 1857 — 25 сентября 1916), единственный сын подполковника Артура де Вера Капеля, виконта Молдена (1826—1879), внук предыдущего;
- Элджернон де Вер Капель, 8-й граф Эссекс (1884—1966), единственный сын предыдущего от первого брака;
- Реджинальд Капель, 9-й граф Эссекс (9 октября 1906 — 18 мая 1981), единственный сын предыдущего;
- Роберт Эдвард де Вер Капель, 10-й граф Эссекс (13 января 1920 — 5 июня 2005), единственный сын Артура Элджернона де Вера Капеля (1869—1924), правнук достопочтенного Джона Томаса Капеля (1769—1819), младшего брата Артура Капеля, 6-го графа Эссекса;
- Фредерик Поль де Вер Капель, 11-й граф Эссекс (род. 29 мая 1944), единственный сын предыдущего.

Наследник: Уильям Дженнингс Капель (род. 9 августа 1952), единственный сын Блейдена Хораса Капеля (1922—1978), потомок достопочтенного Адольфа Фредерика Чарльза Молиньё Капеля (1813—1899), младшего брата Артура Капеля, 6-го графа Эссекса.